# Ochotona pusilla
Il pica nano o pica della steppa o sulcan (Ochotona pusilla Pallas, 1769) è un mammifero lagomorfo della famiglia degli Ocotonidi.

## Distribuzione
Con cinque sottospecie (Ochotona pusilla aktogaiensis, Ochotona pusilla angustifrons, Ochotona pusilla occidentalis, Ochotona pusilla pusilla ed Ochotona pusilla spelea), la specie è diffusa in Russia e Kazakistan, nella zona grossomodo compresa fra il Volga, gli Urali meridionali ed il fiume Irtyš. Vive nelle zone steppose ricoperte da erbe prative.

## Descrizione

### Dimensioni
Misura una quindicina di centimetri di lunghezza, per un peso medio di 250 g.

### Aspetto
L'aspetto generale è simile a quello di un grosso criceto, con corpo tozzo e robusto, grande testa con occhi neri a capocchia di spillo ed orecchie piccole ed arrotondate, zampe corte e ricoperte di pelo anche sulle piante dei piedi e fra le dita.

Il pelo è di colore bruno-grigiastro sul dorso e bianco ventralmente.

## Biologia
La specie presenta numerose caratteristiche uniche rispetto alle congeneri. Una sua prima particolarità è la catemeria, ossia questi animali alternano periodi di riposo e di attività durante tutto l'arco della giornata: nell'areale in cui vive, non è infrequente udire il lacerante fischio di questi animali anche nel cuore della notte. Altra caratteristica insolita è quella di accumulare solo piccole scorte d'erba per l'inverno, per cui anche nei giorni più nevosi questi animali sono costretti a camminare e scavare alla ricerca di cibo, visto che non vanno in letargo: spesso i vari esemplari si rubano i mucchi d'erba stesi ad essiccare a vicenda, dando vita a furibonde lotte. Infine, caso raro fra i pica, pare che questi animali siano gregari: vivono infatti in gruppi familiari permanenti, anche di grandi dimensioni.

### Alimentazione
Si tratta di animali erbivori, che si nutrono di tutte le parti della pianta. Mangiano anche muschi e licheni

### Riproduzione
Si tratta di animali monogami, ma forse è praticata anche la poliginia in quanto il territorio del maschio può sovrapporsi a quello di più femmine.

Questi animali si riproducono durante i mesi caldi dell'anno: dopo una gestazione di tre settimane, la femmina mette al mondo circa otto figli, che vengono svezzati a tre settimane di vita. Durante la primavera e l'estate, la femmina si riproduce quasi incessantemente. Le femmine raggiungono la maturità sessuale attorno alle quattro settimane e mezza, mentre i maschi possono essere considerati maturi sessualmente solo a un anno d'età.
La speranza di vita di questi animali si aggira attorno ai quattro anni d'età.